# Metalúrgica Abramo Eberle
A Metalúrgica Abramo Eberle S/A (MAESA, ou simplesmente Eberle) foi a maior e mais importante indústria metalúrgica da cidade de Caxias do Sul na primeira metade do século XX. 

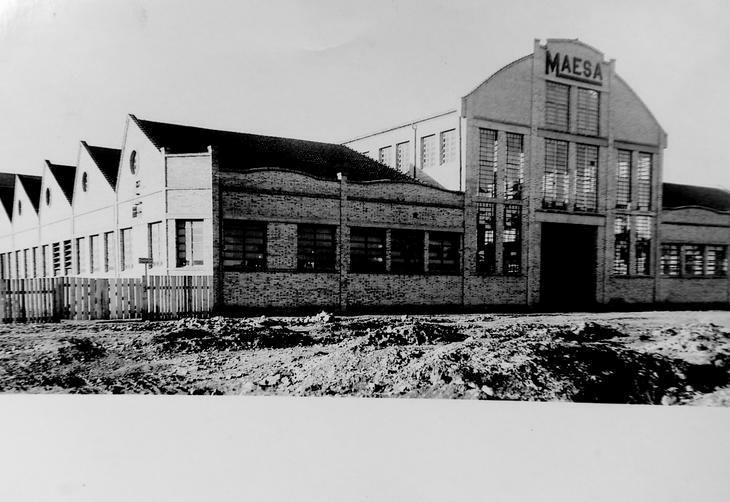
Unidade fabril da Metalúrgica Abramo Eberle, no bairro Exposição, em 1948.

A empresa iniciou quando Abramo Eberle, com 17 anos de idade, comprou de seu pai em 2 de abril de 1896 uma pequena oficina de funilaria, à qual deu o nome de Eberle S.A, tendo seus proprios vizinhos como seus primeiros funcionários. A primeira peça que produziu foi uma lamparina de querosene. Em 1918, a Ourivesaria e Funilaria Central Abramo Eberle & Cia. começou a produzir talheres, cutelaria e objetos de mesa. Entre 1923 e 1928 foi instalada uma forja que permitiu a produção de armas para o Exército como espadas e facas, ao mesmo tempo em que se inaugurava uma seção de produção de rebites e botões de pressão, e outra para fabricação de artigos sacros.
Dificultadas as importações durante a Segunda Guerra Mundial, a Eberle aproveitou uma faixa de mercado disponível e passou a fabricar motores elétricos, além de ampliar suas instalações construindo um grande conjunto de edifícios no centro da cidade. No fim da guerra seu campo se ampliou para as máquinas domésticas, tesouras e artigos de montaria. Em 1966 se tornou uma empresa de capital aberto, iniciando a construção do Parque Industrial de São Ciro, com uma área de 427 mil m². Com a expansão do mercado de têxteis na década seguinte investiu na área de componentes de fixação como botões, ilhoses, rebites e fivelas, ampliada em 1982 graças à grande procura por seus produtos.

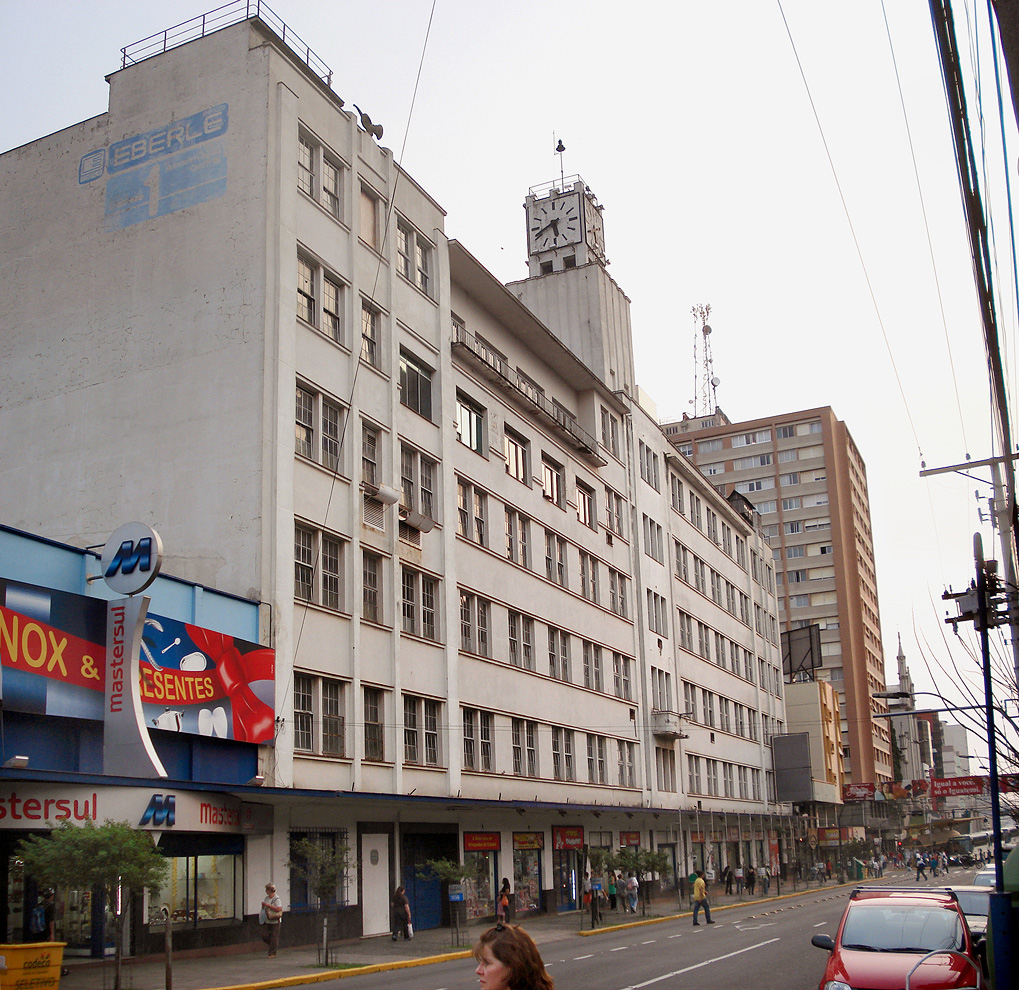
Os prédios históricos do centro

O rápido crescimento inicial da Eberle se inseriu no processo de urbanização da cidade e do progresivo êxodo rural, fatores que produziam mão-de-obra barata. A empresa mantinha uma eficiente política para manutenção de bons funcionários, oferecendo prêmios por tempo de serviço, pagamento em dia, assistência médica, férias remuneradas e criando um fundo participativo onde o empregado podia aplicar suas economias ou fazer empréstimos pagos a longo prazo.
Com a crescente penetração do capital internacional no Brasil a partir dos anos 1960 a tradicional Metalúrgica foi fragmentando sua estrutura e capital, até ser comprada em 1985 pela Zivi-Hércules, surgindo então o Grupo Zivi-Hércules-Eberle. Este Grupo entre 1994 e 2003 passou por nova reorganização, transformando-se na empresa Mundial S.A., que permanece em atividade e mantém várias linhas de produtos com o nome Eberle em evidência.
Seus prédios centrais, desativados na década de 1990, são hoje patrimônio histórico tombado de Caxias do Sul, e recentemente foram recuperados para abrigarem a Faculdade dos Imigrantes.